# Geografia Ameryki Północnej

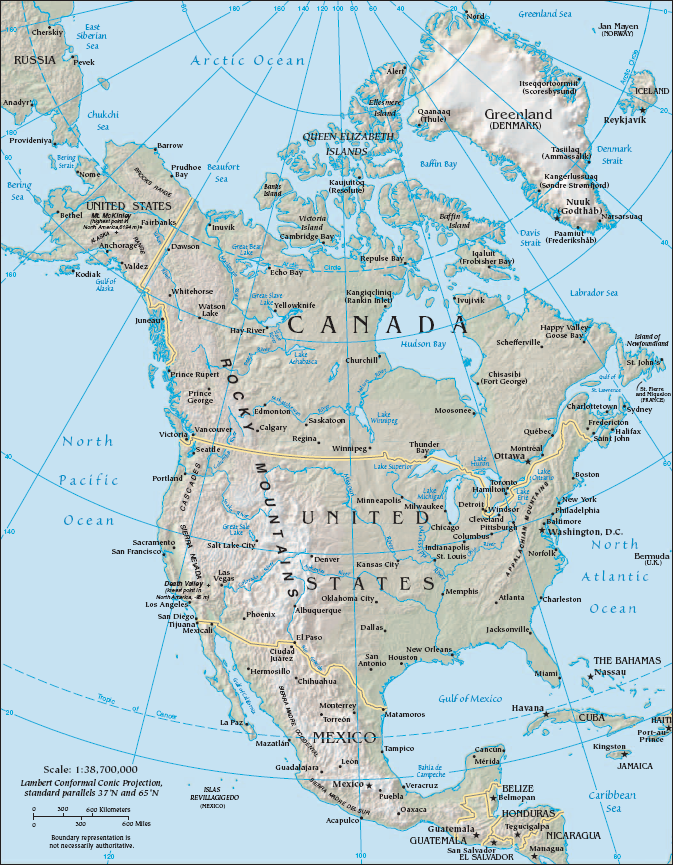
Ameryka Północna

Terminem „Ameryka Północna” obejmujemy nie tylko cały kontynent północnoamerykański, ale także Grenlandię – największą wyspę na Ziemi, wyspy na Morzu Karaibskim i Amerykę Środkową. Ameryka leży na półkuli północnej. Ma 24 709 000 km² powierzchni (wliczając powierzchnie wszystkich wysp) i jest po Azji i Afryce trzecim co do wielkości kontynentem na Ziemi.

## Położenie
Amerykę Północną oddziela od Azji Cieśnina Beringa, z najdalej wysuniętym na zachód punktem kontynentu – Przylądkiem Księcia Walii. Granice z Ameryką Południową poprowadzono umownie przez Kanał Panamski.
Ameryka Północna ma bardzo urozmaiconą i najdłuższą ze wszystkich kontynentów linię brzegową. Niezliczone wyspy i półwyspy stanowią ponad ¼ powierzchni całego kontynentu. Największe wyspy – Grenlandia, Ziemia Baffina, Wyspa Ellesmere’a, Wyspa Wiktorii – leżą w Arktyce.
Drugie zgrupowanie wysp tworzą Antyle na Morzu Karaibskim. Największymi półwyspami Ameryki Północnej są: Labrador, Jukatan, Płw. Kalifornijski i Floryda. Kontynent północnoamerykański oblewają wody oceanów: Arktycznego, Atlantyckiego i Spokojnego, wielu mórz przybrzeżnych i zatok.

## Ukształtowanie powierzchni

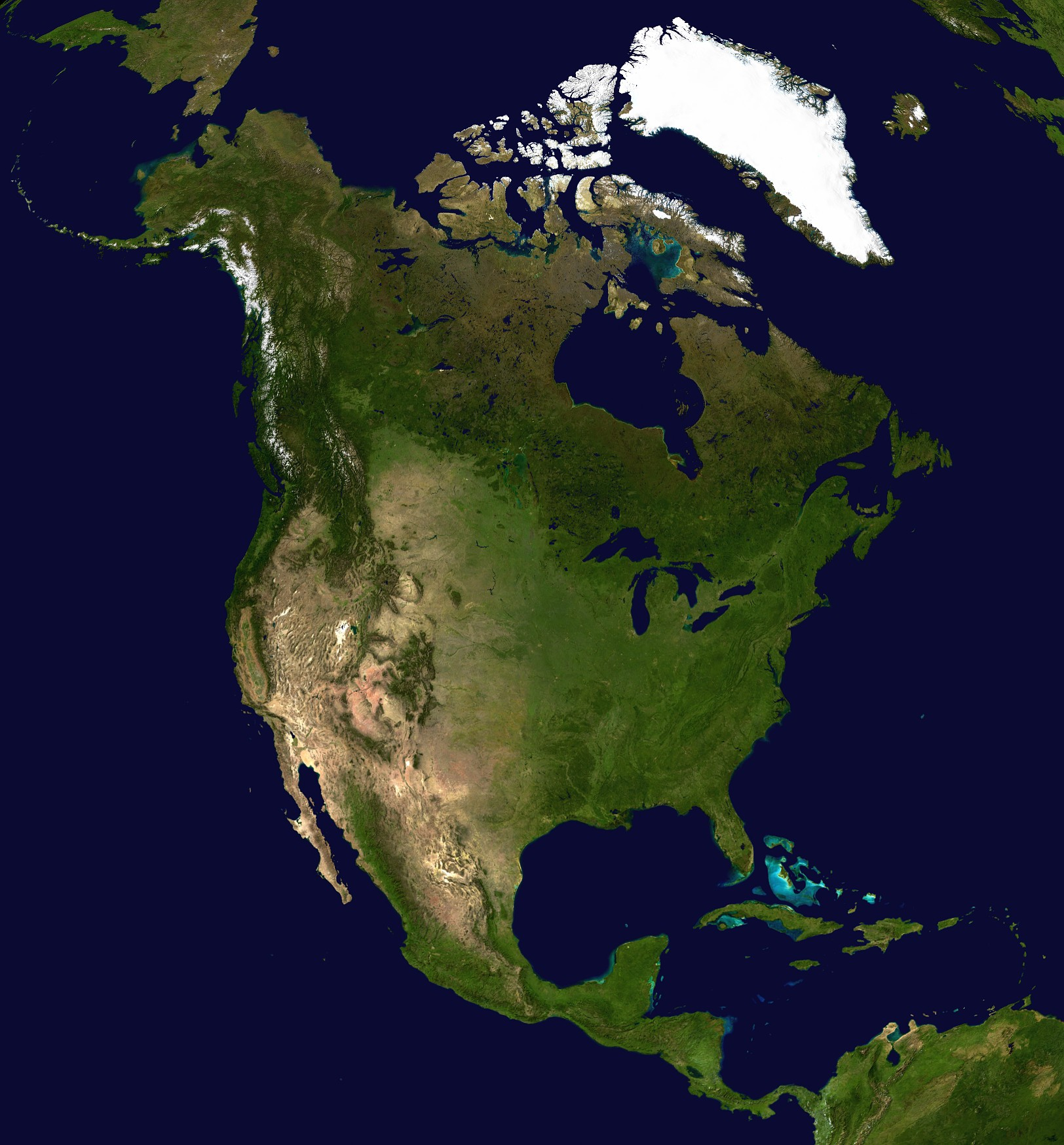
Ukształtowanie powierzchni

Regiony fizycznogeograficzne mają w Ameryce Północnej przebieg południkowy. Całą zachodnią część kontynentu zajmują Kordyliery, składające się z wielu pasm, wyżyn i kotlin. Wzdłuż brzegów Pacyfiku rozciągają się Góry Nadbrzeżne, których długość od Kanady do Meksyku szacuje się na 7250 km. Na wschód od nich, porozdzielane mniejszymi łańcuchami górskimi, rozciągają się obniżenia. Największe z nich to: Wyżyna Kolumbii, Wielka Kotlina, gdzie znajduje się Wielkie Jezioro Słone i Wyżyna Kolorado. W jej zachodniej  części powstał kanion rzeki Kolorado. Na jego stromych zboczach widoczne jest ułożenie warstw skalnych, na podstawie których można prześledzić historię geologiczną Ziemi. Wschodnie pasma Kordylierów, Góry Skaliste, opadają stopniami w kierunku wschodnim ku Wielkim Równinom (Great Plains), zwanymi niekiedy Wyżyną Prerii. Jest to jeden z największych regionów nizinnych naszej planety, przecięty szeroką do 120 km doliną rzeki Missisipi. Na północ od Równin Centralnych leży nizina polodowcowa z Wielkimi Jeziorami. Od wschodu Wielkie Równiny ograniczają Appalachy. W wielu miejscach od Nebraski na północy, po Teksas na południu zachowana jest wciąż oryginalna roślinność tworząca prerię, którą w XVI. w zachwycali się hiszpańscy odkrywcy. Wzdłuż wybrzeża ciągną się niziny: Zatokowa nad Zatoką Meksykańską i Atlantycka nad Oceanem Atlantyckim.
Leżące na północy kanadyjskiego wybrzeża archipelagi arktyczne składają się po części z wysp skutych lodem, po części z wysp nizinnych z jeziorami polodowcowymi.

## Budowa geologiczna
Pod względem geologicznym kontynent północnoamerykański można na podzielić na 4 jednostki.
Na północnym wschodzie rozciąga się prekambryjska, gnejsowo-granitowa tarcza kanadyjska, której wiek szacuje się na co najmniej miliard lat, obejmującą wraz z tarczą grenlandzką swym zasięgiem prawie połowę Kanady i prawie całą Grenlandię. W czwartorzędzie została ona zeszlifowana przez lądolód nasuwający się z północy.
Od południa i zachodu graniczy z nią rozległa płyta centralna przykryta utworami paleozoicznymi i młodszymi. W wyniku kaledońsko-hercyńskich ruchów górotwórczych doszło do wypiętrzenia na wschodzie kontynentu Appalachów, które w późniejszych okresach zostały znacznie zniszczone. Struktury Appalachów zajmują dużo większą powierzchnię pod pokrywą młodszych osadów niż same góry noszące tę nazwę.
Czwartą dużą jednostkę stanowią Kordyliery, których długie łańcuchy ciągną się przez cały kontynent od Alaski po Meksyk i Amerykę Środkową. W zasadzie okres wypiętrzenia się tych gór trwał od jury aż do trzeciorzędu, lecz nawet dziś nie można powiedzieć, że ten proces zakończył się. Często występują tu trzęsienia ziemi, powstają uskoki, wybuchają wulkany, czynne są uskoki.
Ponadto wschodnią część Grenlandii zajmuje fałdowe pasmo wschodniogrenlandzkie, a północno-wschodnie wyspy arktyczne i północno-zachodnią Grenlandię zajmuje fałdowe pasmo innuickie.
Na południe od płyty centralnej znajduje się pasmo Ouachita-Marathon, które jest prawie w całości przykryte młodszymi utworami, a odsłania się jedynie w górach Ouachita Mountains.

## Wody

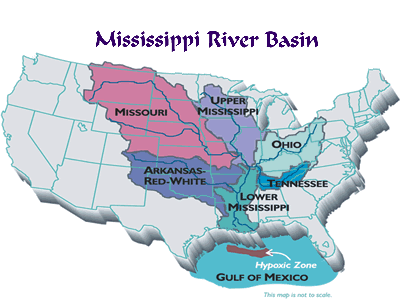
Dorzecze rzeki Missisipi

Większość rzek tego kontynentu należy do zlewiska Oceanu Atlantyckiego. Również największa rzeka Missisipi ze swoimi dopływami: Missouri, Arkansas, Red River, Ohio; Tennessee uchodzi do będącej częścią Oceanu Atlantyckiego Zatoki Meksykańskiej. Missisipi i Ohio połączone kanałami z Wielkimi Jeziorami tworzą wewnętrzny system wodny. Ważne znaczenie transportowe mają także rzeki: Świętego Wawrzyńca i Hudson.
Większość rzek Kanady uchodzi do Zatoki Hudsona, a największa – Mackenzie – do Oceanu Arktycznego. Największa rzeka Alaski, Yukon, odprowadza swe wody do Cieśniny Beringa. Rzeki zachodniego wybrzeża m.in. Kolorado, Kolumbia kończące swój bieg w Oceanie Spokojnym, pokonują na swej drodze niezliczoną ilość wodospadów i katarakt.
Rzeki Ameryki Północnej niosą przez cały rok duże ilości wody, co umożliwia ich wykorzystanie do celów energetycznych. W wielu miejscach wody rzek zostały spiętrzone systemem tam. Rzeki na północy kontynentu zimą zamarzają na kilka miesięcy. W Ameryce Północnej występuje wiele jezior. Większość jest pochodzenia polodowcowego. Lody pokrywają jeszcze dziś Grenlandię, kanadyjskie archipelagi polarne i część Alaski.

## Klimat
Dzięki położeniu geograficznemu na kontynencie północnoamerykańskim występują wszystkie strefy klimatyczne: od surowego klimatu polarnego na północy, przez klimat umiarkowany kontynentalny, o dużym zróżnicowaniu temperatur latem i zimą; klimat górski Kordylierów, klimat podzwrotnikowy morski Kalifornii i Florydy, aż po klimat podzwrotnikowy suchy Arizony i Nowego Meksyku. Położone na południu wyspy mają klimat podrównikowy bardzo ciepły i wilgotny, pozostający pod wpływem pasatów. Na zróżnicowanie temperatur i opadów wpływ ma szerokość geograficzna, wysokość nad poziom morza, ukształtowanie powierzchni i odległość od morza. Modyfikująco działają również prądy morskie.
Na kontynencie północnoamerykańskim brak naturalnych barier górskich, które utrudniałyby swobodny przepływ polarnych mas powietrza na południe i tropikalnych mas powietrza na północ. Zimny północny wiatr („blizzard”) powoduje spadek temperatury i burze śnieżne daleko na południu, często nad Zatoką Meksykańską. Zderzenie zimnych i tropikalnych mas powietrza powoduje obfite opady, powstanie niszczycielskich trąb powietrznych, huraganów.